# Acacia hendersonii
Acacia hendersonii är en ärtväxtart som beskrevs av Leslie Pedley. Acacia hendersonii ingår i släktet akacior, och familjen ärtväxter. Inga underarter finns listade i Catalogue of Life.